# Gageodo
Gageodo ou Gageo-do (em coreano:  가거도), também chamada Soheuksan-do ou Pequena Heuksan-do, é uma ilha situada ao largo da costa da província de Jeolla do Sul, na Coreia do Sul ; o ferry Namhae Star faz a ligação à cidade de Mokpo.
Com área de 9,2 km², tem cerca de 470 habitantes. Graças à proximidade com a corrente fria do Mar Amarelo, a ilha tem interesse do ponto de vista meteorológico, e o governo sul-coreano pretende colocar em Gageodo uma estação de pesquisa marítima.